# Flaminio Innocenzo Minozzi
Pour les articles homonymes, voir Minozzi.
Flaminio Innocenzo Minozzi, communément appelé Innocenzo Minozzi, né le 3 octobre 1735 à Bologne et mort en 1817 dans la même ville, est un peintre et dessinateur d'architecture rococo italien, fils du paysagiste Bernardo Minozzi.

## Biographie
Flaminio Innocenzo Minozzi naît le 3 octobre 1735 à Bologne. est le fils aîné du peintre baroque Bernardo Minozzi dit Bernardino et a un frère nommé Angelo (1742-1825), dont la carrière s'est résumée à aider son père,. Il débute en apprenant la peinture de figures de son père, mais selon le peintre Luigi Crespi, aurait développé un penchant pour l'architecture. Il est l'élève de Carlo Bibiena pendant plusieurs années, et à l'âge de quinze ans remporte le premier prix en architecture à l'Accademia Clementina. Dans les sept années qui suivent, Innocenzo continue de remporter les premiers prix. Deux dessins gagnant des compétitions de 1755 et 1756 figurent maintenant à l'Académie des beaux-arts de Bologne,. 
Ses essais sur l'ornement paraissent dans l'ouvrage Frammenti di ornati per li giovani principianti nel Disegno de Pio Panfili en 1783, mais ont vraisemblablement été écrits entre 1765 et 1775. Minozzi acquiert rapidement la renommée dans le milieu du dessin d'architecture, étant comparé à Mauro Tesi, Carlo Bianconi (en) et les Bibiena. Avec les années, son style vivace rococo devient de plus en plus néo-classique, terne et rigide. 
Il meurt à Bologne en 1817.

## Œuvre

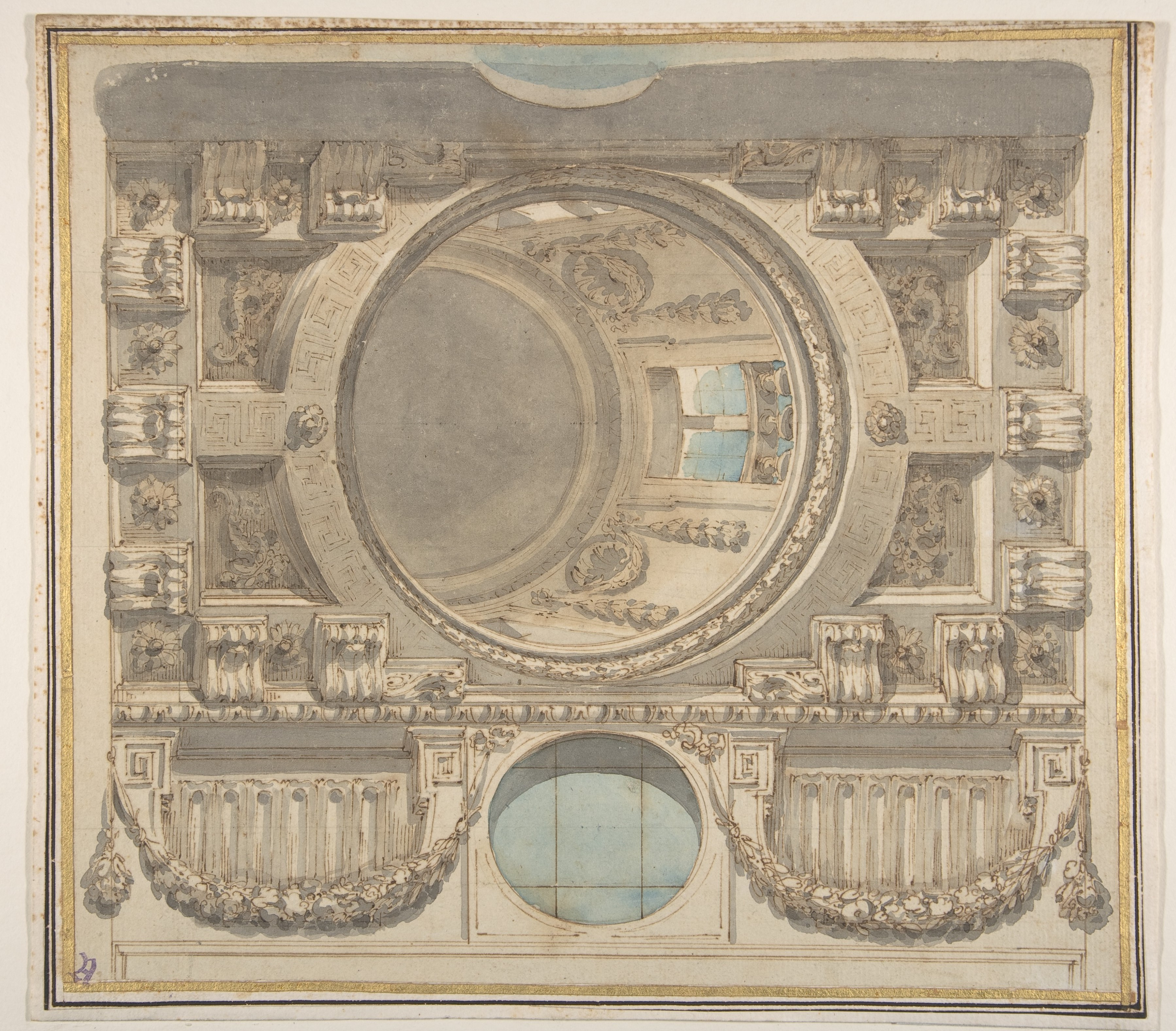
Dessin d'une voûte avec un dôme par Minozzi.

Innocenzo Minozzi s'est spécialisé dans la peinture décorative, notamment l'ornement de voûtes. Il était connu pour son attention aux détails et la finesse de ses traits, mais on en sait peu sur sa qualité d'artiste figuratif.
On retrouve dans la collection du Metropolitan Museum of Art une esquisse d'une voûte attribuée à Innocenzo. L'attribution est difficile, puisque même si la perspective et les dimensions des aspects de la voûte sont d'une qualité reflétant son style, les figures sont d'une représentation un peu maladroite. Une ébauche du même dessin où figure le quart de la voûte se trouve à la Fondation Giorgio-Cini. Ce dessin, qui semble trop amateur pour être de sa main, a tout de même la date de 1783 qui y figure, ce qui permet de situer sa période d'activité.